# Maria Dimpina Lobo Duarte
Maria Dimpina Lobo Duarte ou Maria Dimpina de Arruda Lobo (Cuiabá, 15 de maio de 1891 - 10 de dezembro de 1966) foi a primeira funcionária pública do estado de Mato Grosso, uma das fundadoras do Grêmio literário Júlia Lopes e da Federação Mato-grossense pelo progresso feminino. .

## Biografia
Popularmente conhecida como Professora Maria Dimpina, nasceu em 15 de maio de 1891, filha de Francisco de Arruda Lobo e Amélia Inocências. Formou-se em Ciências e Letras pelo Liceu Cuiabano no ano de 1909, muito jovem, com apenas 18 anos, sendo a primeira mulher a alcançar esse título nesta tradicional escola. Dedicou sua vida ao magistério, lecionando na Escola Modelo Barão de Melgaço, mais tarde, fundou o Colégio São Luiz (instituição particular), onde era proprietária, diretora e professora. Foi uma das fundadores da A Violeta, que circulou entre 1916 e 1950, na qual foi diretora, redatora e efetiva colaboradora, utilizava dos pseudônimo Arinapi e Martha em seus artigos e crônicas na revista. 
Maria Dimpina era integrante da elite cuiabana, casou-se com Firmo Pinto Duarte, sendo mãe de sete filhos. Seu marido foi funcionário dos Correios. Em determinado período, foi transferido para outra cidade do estado de MT, o que gerou um grande problema: Dimpina teria que abandonar seu trabalho para acompanhá-lo ou permanecer em Cuiabá, distante dele. De pronto, ela escreveu uma carta ao presidente Getúlio Vargas para expressar seu descontentamento, que era comum a muitas mulheres brasileiras. Sensibilizado pela situação, o presidente determinou que o casal permanecesse em Cuiabá e criou uma lei para garantir que todas as funcionárias públicas federais pudessem acompanhar seus maridos em caso de transferência sem perder o emprego. Esse direito ao exercício provisório em caso de deslocamento do cônjuge está atualmente estabelecido no artigo 84, parágrafo 2º da Lei 8.112/1990. 

## Trajetória
Na revista A Violeta, Maria Dimpina atuava como redatora e escrevia, entre outros textos, crônicas para o periódico. Nessas crônicas, além de relatar a vida cotidiana de Cuiabá, ela lutava por “melhorias nas condições educacionais das mulheres mato-grossenses”. Sua perspectiva como educadora certamente moldou sua defesa pela educação e profissionalização das mulheres. Em suas palavras, “A educação da mulher deve ser uma das primeiras preocupações do governo.” Como cronista, ela advogava que às mulheres fosse concedido o direito de se profissionalizar.
O esforço de Maria Dimpina para fundar a Escola Doméstica em Cuiabá também se refletiu em seus escritos, e a instituição foi estabelecida em 1946. Entre os aprendizados propostos na Escola Doméstica, destacam-se jardinagem, cuidados pessoais de higiene, desenho, música e costura.
A educadora Maria Dimpina era uma mulher religiosa que valorizava, acima de tudo, a estrutura familiar. Nessa estrutura encontram-se as relações entre o casal (marido e mulher) e filhos, envolvendo equilíbrio entre fidelidade, cuidados e afetos. Apesar de se enquadrar na estrutura patriarcal de relações, Dimpina acreditava que a mulher tinha total legitimidade para buscar instrução sempre que fosse possível, mesmo que para a sociedade da época parecesse atípico.
É indiscutível o posicionamento dito feminista de Maria Dimpina na defesa da educação das mulheres, mesmo que de maneira discreta. Sua atuação como redatora e cronista da revista foi essencial para o compartilhamento de suas ideias. Por um longo período, foi a principal porta-voz das mulheres mato-grossenses, destacando-se na luta pelo direito ao voto e por outros direitos femininos.

## Homenagens
Escola Cívico Militar Profª Maria Dimpina Lobo Duarte
Três anos após seu falecimento, por suas contribuições à sociedade mato-grossense, a Prefeitura Municipal de Cuiabá homenageou-a ao dar seu nome a uma escola no bairro Coxipó da Ponte  
Rua Maria Dimpina Lobo Duarte, Boa Esperança
Localizada próximo a Universidade Federal do Mato Grosso, no bairro Boa esperança.